# William Freeman Vilas

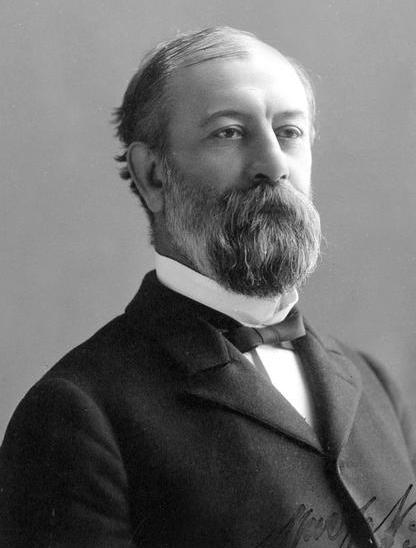
William Freeman Vilas

William Freeman Vilas (* 9. Juli 1840 in Chelsea, Orange County, Vermont; † 27. August 1908 in Madison, Wisconsin) war ein US-amerikanischer Politiker der Demokratischen Partei. Er gehörte dem US-Senat und dem Kabinett von Präsident Grover Cleveland an.

## Leben
Vilas, in Vermont geboren, zog mit seiner Familie 1851 nach Wisconsin. Er graduierte 1858 an der University of Wisconsin–Madison und 1860 an der Law School der University at Albany. Während des Sezessionskriegs schloss er sich der Unionsarmee an. Zunächst diente er als Captain in einem Infanterieregiment, später als Lieutenant Colonel. Nach dem Krieg lehrte Vilas an seiner früheren Universität in Madison Rechtswissenschaften. Dem Leitungsgremium der Universität gehörte er von 1880 bis 1885 sowie noch einmal zwischen 1898 und 1905 an.

## Politik
Seine politische Laufbahn begann 1885 mit der Wahl in die Wisconsin State Assembly. Noch im selben Jahr wurde er von Präsident Cleveland als Postminister in dessen Kabinett berufen. Dies blieb er bis 1888; danach leitete er bis 1889 das US-Innenministerium. Innerhalb der Partei zählte Vilas zu den Bourbon Democrats, einem konservativ-liberal ausgerichteten Flügel, der sich für die Interessen von Banken, Unternehmen und Bahngesellschaften starkmachte.
Nachdem Grover Cleveland bei der Präsidentschaftswahl 1888 Benjamin Harrison unterlegen war, schied auch William Vilas aus dem Amt. In der Folge engagierte er sich zunächst in Wisconsin im Kampf gegen das Bennett Law, ein Gesetz, das die Benutzung der englischen Sprache an den meisten Schulen des Staates vorschrieb und sich damit gegen die deutsch- und norwegischsprachigen Privatschulen wandte. Die deutsche Minderheit in Wisconsin fühlte sich durch dieses Gesetz diskriminiert. Vilas stellte sich mit Erfolg auf ihre Seite: Das Gesetz wurde zurückgenommen; der republikanische Gouverneur William D. Hoard, der es unterstützt hatte, wurde abgewählt.
1890 wurde William Freeman Vilas schließlich in den US-Senat gewählt. Nach sechsjähriger Amtszeit scheiterte er bei der Wiederwahl und musste den Kongress 1897 verlassen.